# تاميكا ديكسون
تاميكا ديكسون (بالإنجليزية: Tamecka Dixon) مواليد 12 ديسمبر 1975 في ليندن، هي لاعبة كرة سلة أمريكية. بدأت مسيرتها الاحترافية في سنة 1997. تم اختيارها من قبل فريق لوس أنجلوس سباركس خلال الدرافت. اعتزلت اللعب في 2009. فازت بلقب دوري المحترفات. شاركت 3 مرات في مباراة كل النجوم.

## المسيرة الاحترافية
لعبت مع لوس أنجلوس سباركس من سنة 1997 إلى 2005، ثم لعبت مع هيوستن كومتز من سنة 2006 إلى 2008، ثم لعبت مع إنديانا فيفر في سنة 2009.

## روابط خارجية
- تاميكا ديكسون على موقع الاتحاد الدولي لكرة السلة (الإنجليزية)
- تاميكا ديكسون على موقع الاتحاد الوطني لكرة السلة النسائية (الإنجليزية)
- تاميكا ديكسون على موقع كرة السلة الأوروبية.كوم (الإنجليزية)
- تاميكا ديكسون على موقع كلية كرة السلة في سبورتس رفرنس.كوم (الإنجليزية)
- تاميكا ديكسون على موقع بروبوليرز (الإنجليزية)
- تاميكا ديكسون على موقع سبورتس رفرنس (الإنجليزية)
- تاميكا ديكسون على موقع قاعة كنساس للمشاهير الرياضية (مؤرشف) (الإنجليزية)